# Los Pinos, Tapachula
Los Pinos är en ort i Mexiko.   Den ligger i kommunen Tapachula och delstaten Chiapas, i den sydöstra delen av landet, 900 km sydost om huvudstaden Mexico City. Los Pinos ligger 87 meter över havet och antalet invånare är 491.
Terrängen runt Los Pinos är lite kuperad. Runt Los Pinos är det ganska tätbefolkat, med 239 invånare per kvadratkilometer. Närmaste större samhälle är Tapachula, 7,0 km nordost om Los Pinos. Trakten runt Los Pinos består till största delen av jordbruksmark.